# Sendai
Sendai (仙台市 Sendai-shi) er en by i Japan. Byen ligger på den nordlige del af øen Honshu og er hovedby i præfekturet Miyagi. Den har et areal på 788 km² og en befolkning på 1.061.177(2020) indbyggere. Byen blev grundlag af daimyoen Date Masamune i 1600. 

## Administrativ opdeling
Byen er inddelt i 5 administrative bydele, såkaldte "ku":
- Aoba-ku
- Izumi-ku
- Miyagino-ku
- Taiha-ku
- Wakabayashi-ku

## Jordskælvet i 2011
11. Marts 2011 klokken 05:46:23 UTC (14:46:23 lokal tid) blev Sendai ramt af et jordskælv på 9,0 Mw. Epicentret lå 130 km øst for østkysten af Sendai på øen Honshu i præfekturet Miyagi. Jordskælvet forårsagedes af subduktion og igangsatte en serie af op til 10 meter høje tsunamier langs kysten af de fleste landstrækninger, der grænser til Stillehavet.